# Flora Lapponica

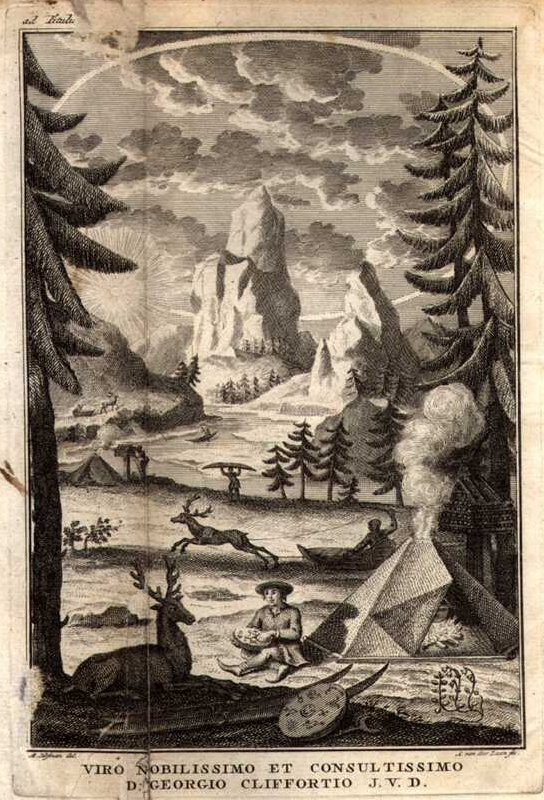
Carátula del libro Flora Lapponica.

Flora Lapponica (abreviado Fl. Lapp.) (Ámsterdam, 1737) es una descripción de las plantas de Laponia escrita por el botánico, zoólogo y naturalista Carlos Linneo (1707-1788) después de su expedición a Laponia.
Durante el período del 12 de mayo de 1732 hasta el 10 de septiembre de 1732, y con una beca de la Real Academia de las Ciencias de Suecia, Linneo fue capaz de combinar su interés por la medicina con el de la historia natural al viajar durante cinco meses por Laponia para recoger animales, plantas y minerales .
En la flora lapponica Linneo da ideas acerca de la nomenclatura y clasificación que utilizó por primera vez de una manera práctica, haciendo de esta la primera anotación moderna de la flora. El relato cubre 534 especies, en la que se utiliza el sistema de clasificación de Linneo e incluye, para las especies descritas, la distribución geográfica y notas taxonómicas. Fue Augustin Pyramus de Candolle el que atribuye a Linneo con la flora lapponica como el primer ejemplo del género botánico de Flora escrito. El botánico e historiador Edward Lee Greene describe la flora lapponica como "el más clásico y delicioso de los escritos de Linneo".
Una planta de Laponia, Linnaea borealis, fue nombrada por el eminente botánico Jan Frederik Gronovius en conmemoración de los logros de Linneo. En la Critica Botanica Linneo utiliza este nombre para promover el uso de nombres de personas como conmemorativos de los nombres botánicos.